# Peltula auriculata
Peltula auriculata är en lavart som beskrevs av Büdel, M. Schultz & Gröger. Peltula auriculata ingår i släktet Peltula och familjen Peltulaceae.   Inga underarter finns listade i Catalogue of Life.